# عبر عثمان (مدينة)

تعديل مصدري - تعديل

عبر عثمان هي أحد مدن محافظة أبين اليمنية. بلغ تعداد سكانها 504 نسمة حسب التعداد السكاني في اليمن لعام 2004.